# Adrien de Tyr
Pour les articles homonymes, voir Adrien.
Adrien de Tyr est un rhéteur grec du IIe siècle. Élève d'Hérode Atticus, il appartient à la Seconde Sophistique. Sa vie nous est connue par la biographie que lui consacre Philostrate dans le deuxième livre de ses Vies des sophistes.

## Biographie
Né à Tyr, Adrien étudie l'éloquence à Athènes auprès d'Hérode Atticus. Il est ensuite nommé par Marc Aurèle à la chaire impériale de rhétorique d'Athènes. Philostrate note sa magnificence :

« Paré d'un habit magnifique, orné de pierres précieuses les plus rares, on le voyait arriver pour ses exercices, monté sur un char dont les chevaux avaient des freins d'argent ; et, après la séance, il retournait chez lui comme en triomphe, avec un cortège de Grecs accourus de toutes parts. »

À la mort de son maître, il est chargé de prononcer l'oraison funèbre et reçoit la chaire de Rome. Il est promu secrétaire impérial aux lettres grecques (ab epistulis Græcis) par Commode peu de temps avant sa mort.
Selon Christopher Jones, il est le personnage visé par le pamphlet de Lucien de Samosate sur le Pseudologiste.

## Œuvre
Il était l'auteur d'un traité en cinq volumes sur les Idées et, comme son contemporain Apulée, de Métamorphoses.